# Rita Borges Madeira
Rita Mafalda Nobre Borges Madeira (8 de agosto de 1972) é uma jurista, deputada e política portuguesa. Ela é deputada à Assembleia da República na XIV legislatura pelo Partido Socialista. Tem uma licenciatura em Direito e um mestrado em Ciências do Trabalho e Relações Laborais.